# Andrea Navedo
Andrea Navedo es una actriz estadounidense de cine y televisión con ascendencia puertorriqueña. Inició su carrera en las series dramáticas One Life to Live (1995–97) y Guiding Light (1999-2000), y en los últimos años ha realizado varias apariciones como actriz de reparto en varias series televisivas. En 2014, Navedo empezó a interpretar el personaje de Xiomara "Xo" Villanueva en la comedia Jane the Virgin. En 2017 realizó un papel de reparto en la película Bright, junto a Will Smith.

## Filmografía

### Cine y televisión
| Año       | Título                            | Rol                                 | Notas                                   |
| --------- | --------------------------------- | ----------------------------------- | --------------------------------------- |
| 1995-1997 | One Life to Live                  | Linda Soto                          |                                         |
| 1996      | Girl 6                            | Chica del teléfono                  |                                         |
| 1997      | New York Undercover               | Tendera                             | Episodio: "Is It a Crime?"              |
| 1999-2000 | Guiding Light                     | Theresa Sandoval                    |                                         |
| 2000      | The District                      | Debbie                              | Episodio: "Pilot"                       |
| 2001      | Double Take                       | Maque Sanchez                       |                                         |
| 2002      | Washington Heights                | Maggie                              |                                         |
| 2002      | Porn 'n Chicken                   | Lucy Sanchez                        | Película para TV                        |
| 2001-2004 | Law & Order                       | Detective Ana Cordova               | 24 episodios                            |
| 2006      | El cantante                       | Zaida                               |                                         |
| 2008      | Law & Order: Criminal Intent      | Adele                               | Episodio: "Vanishing Act"               |
| 2009      | Damages                           | Gabriella                           | Episodio: "New York Sucks"              |
| 2010      | Remember Me                       | Maestra de Caroline                 |                                         |
| 2010-2011 | Blue Bloods                       | Lydia Gonsalves & Yolanda Gonsalves | Episodios: "After Hours" y "Cellar Boy" |
| 2011      | How to Make It in America         | Debbie Dominguez                    | 7 episodios                             |
| 2012      | White Collar                      | Doctora                             | Episodio: "Most Wanted"                 |
| 2013      | Golden Boy                        | Lorraine Arroyo                     | 4 episodios                             |
| 2013      | Law & Order: Special Victims Unit | Cynthia Mancheno                    | 3 episodios                             |
| 2013      | Once Upon a Time in Queens        | Anna Vasco                          |                                         |
| 2013      | Stereotypically Me                | Lydia Maldonado                     | Película corta                          |
| 2014      | The Leftovers                     | Field Hockey Coach                  | Episodio: "Pilot"                       |
| 2014–2019 | Jane the Virgin                   | Xiomara "Xo" Villanueva             |                                         |
| 2015      | Superfast!                        | Michelle                            |                                         |
| 2017      | Elena of Avalor                   | Lucía                               | Episodio: "The Jewel of Maru"           |
| 2017      | Bright                            | Capitana Pérez                      |                                         |